# Osnabrücker Hügelland
Mit Osnabrücker Hügelland wird die bis 234,3 m ü. NHN hohe Hügellandschaft im Nordwesten des Niedersächsischen Berglandes bei Osnabrück bezeichnet, die nach Norden vom Wiehengebirge und nach Süden vom Teutoburger Wald eingerahmt wird.
Regional und insbesondere im Tourismus sehr geläufig ist auch die Bezeichnung Osnabrücker Bergland, welche jedoch meistens keine exakt definierte physische Landschaft bezeichnet, sondern sich auf die Stadtgrenzen Osnabrücks bzw. einen engeren Radius um die Stadt bezieht. Demgegenüber reicht die naturräumliche Haupteinheit Osnabrücker Hügelland von nordwestlich Ibbenbürens bis zu den Meller Bergen nördlich von Melle, hinter denen sich seine südöstliche Fortsetzung, das Ravensberger Hügelland, anschließt.
Das Osnabrücker Hügelland bildet die Kernlandschaft der kulturräumlichen Region Osnabrücker Land. Die nicht besiedelten Gebiete der insgesamt 748,5 km² einnehmenden Landschaft sind ein zentraler Teil des Natur- und Geopark TERRA.vita.

## Naturräumliche Gliederung
Das Osnabrücker Hügelland gliedert sich von Nord (West nach Ost) nach Süd (West nach Ost) wie folgt:
- (zu Niedersächsisches Bergland)
  - (zu 53 Unteres Weserbergland)
    - 535 Osnabrücker Hügelland
      - 535.2 Achmer Vorland (westlicher Norden)
        - 535.20 Neuenkirchener Platte (westlicher Norden)
        - 535.21 Gehn (östlicher Norden)
        - 535.22 Vinter Niederungen (zentraler Norden)
        - 535.23 Wallenbrocker Niederungen (Westen)
        - 535.24 Seester Platte (Mitte)
        - 535.25 Halener Sande (Osten)

      - 535.0 Nördliches Osnabrücker Hügelland (Norden)
        - 535.01 Barlager Sande (Westen)
        - 535.00 Wallenhorster Bergland (Norden)
        - 535.02 Schledehauser Hügelland (Zentrum)
        - 535.03 Meller Höhen (mit Meller Bergen, Südosten)

      - 535.3 Westliches Osnabrücker Hügelland (Westen)
        - 535.30 Westerkappelner Flachwellenland (Norden)
        - 535.31 Mettinger Vorland (Nordwesten)
        - 535.32 Schafbergplatte (Westen)
        - 535.33 Ibbenbürener Senke (westlicher Süden)
        - 535.34 Habichtswald (mittlerer Süden)
        - 535.35 Leedener Senke (östlicher Süden)

      - 535.1 Haseniederung
        - 535.10 Halener Niederung
        - 535.11 Osnabrücker Niederung

      - 535.4 Südliches Osnabrücker Hügelland (Süden)
        - 535.40 Holter Hügel- und Bergland
        - 535.41 Öseder Mulde

      - (zu 534.0 Ohrbecker Höhen = Dörenberg nebst Nordwestausläufern)
        - 534.00 Hüggel[6]berge

## Landschaftscharakteristik

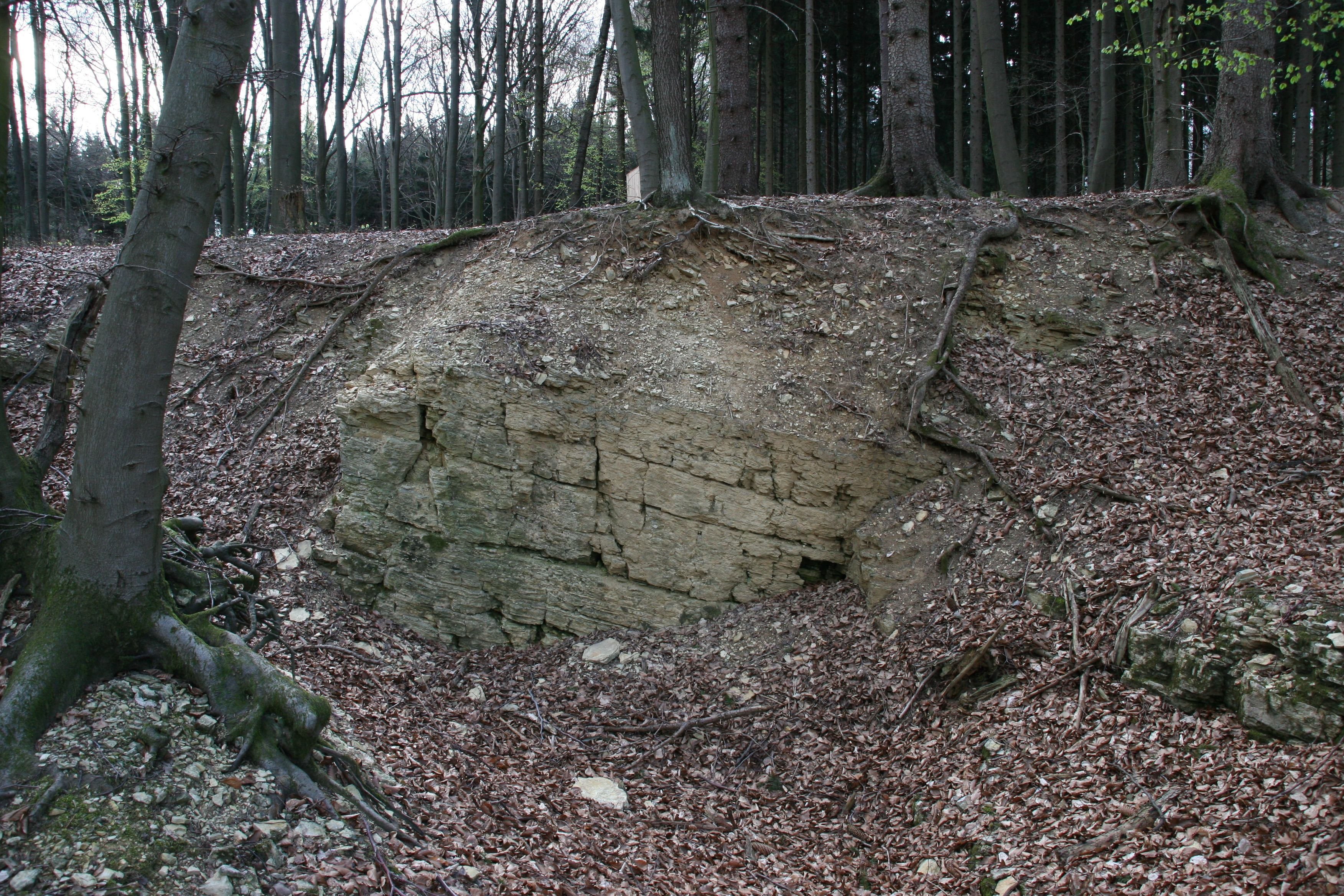
Mergelschichtungen im Osnabrücker Bergland bei Ostercappeln-Haaren

Die höchsten Erhebungen überschreiten nur vereinzelt die 200-m-Grenze und unterschreiten damit deutlich den südlich angrenzenden Teutoburger Wald, der zum Beispiel am Dörenberg zwischen Georgsmarienhütte und Bad Iburg 331 m ü. NHN erreicht.
Das Besondere dieser losen Hügellandschaft ist die geologische Vielfalt, die auf einen kleinen Raum die letzten 300 Millionen Jahre der Erdgeschichte fast lückenlos darzustellen vermag. Wichtige „Zeitzeugen“ dieser geologischen Entwicklung sind der Piesberg, der Hüggel, der Gattberg, die Schwarzkreidegrube (beide in Vehrte) und die Saurierfährten in Barkhausen, einem Ortsteil von Bad Essen.

## Naturschutzgebiete
| Bezeichnung         | Berg/Gebirgsteil/Kommune       | Fläche  | Landkreis | Koordinaten                 |
| ------------------- | ------------------------------ | ------- | --------- | --------------------------- |
| Neuenkirchener Moor | Gehn – Neuenkirchen            | 6,5 ha  | Osnabrück | 52° 24′ 41″ N, 7° 51′ 50″ O |
| Im Teichbruch       | Gehn – Neuenkirchen            | 6 ha    | Osnabrück | 52° 24′ 36″ N, 7° 52′ 35″ O |
| Harderburg          | Harderberg – Georgsmarienhütte | 30 ha   | Osnabrück | 52° 13′ 35″ N, 8° 3′ 11″ O  |
| Steinernes Meer     | Gattberg – Belm                | 12,7 ha | Osnabrück | 52° 19′ 40″ N, 8° 7′ 54″ O  |
| Obere Hunte         | Holzhauser Berg – Melle        | 110 ha  | Osnabrück | 52° 15′ 43″ N, 8° 23′ 52″ O |

## Kulturlandschaftsraum
Der Kulturlandschaftsraum Osnabrücker Hügelland umfasst ein 970 km² großes Gebiet. Diese Zuordnung zu den Kulturlandschaften in Niedersachsen hat der Niedersächsische Landesbetrieb für Wasserwirtschaft, Küsten- und Naturschutz (NLWKN) 2018 getroffen. Ein besonderer, rechtlich verbindlicher Schutzstatus ist mit der Klassifizierung nicht verbunden.

## Erhebungen
Zu den wichtigsten Erhebungen des Osnabrücker Hügellandes gehören – sortiert nach Höhe in Meter (m) über Normalhöhennull (NHN):
- Hesterbrink (Moselerberg; ca. 234,3 m),[1] höchste Erhebung von Melle
- Holzhauser Berg (ca. 227 m),[11] Hunte-Quelle bei Melle-Oldendorf
- Hüggel[6] (226 m)
- Meller Berge (knapp 220 m), östliches Ende des Hügellandes
- Moselerberg (207,5 m)
- Oldendorfer Berg (203,2 m) mit der Sternwarte Melle in Melle-Oberholsten
- Westerhauser Berg (192,5 m)
- Holter Berg (190,1 m) mit der Holter Burg
- Piesberg (188 m) mit dem Museum Industriekultur Osnabrück mit dem Schwerpunkt Steinkohlebergbau
- Schafbergplatte (176,1 m) in Ibbenbüren, westliches Ende des Hügellandes
- Osterberg (173 m)
- Große Egge (166 m)
- Selberg (165,3 m)
- Großer Zuschlag (154,9 m)
- Im Kassel (153 m)
- Werscher Berg (148 m)
- Lechtenbrink (146 m)
- Harderberg (145,2 m)
- Hengelsberg (145,2 m)
- Dingelrott (141,2 m)
- Wellinger Berg (136 m)
- Halterdaren (134,3 m)
- Halter Berg (127,5 m)
- Gattberg (127,1 m) mit dem Naturschutzgebiet Steinernes Meer[12]
- Schölerberg (126 m) mit dem Zoo Osnabrück
- Alt-Schlederhauser Berg (124,8 m)
- Schinkelberg (123,1 m) mit dem Schinkelturm
- Haster Berg (121 m)
- Kleeberg (119,7 m)
- Hanfelder Hügel (115,5 m) mit der Wittekindsburg[13]
- Westerberg (102,4 m) mit der Universität und Fachhochschule Osnabrück und Botanischen Garten